# Melissodes trifasciata
Melissodes trifasciata är en biart som beskrevs av Cresson 1878. Melissodes trifasciata ingår i släktet Melissodes och familjen långtungebin. Inga underarter finns listade i Catalogue of Life.

## Bildgalleri

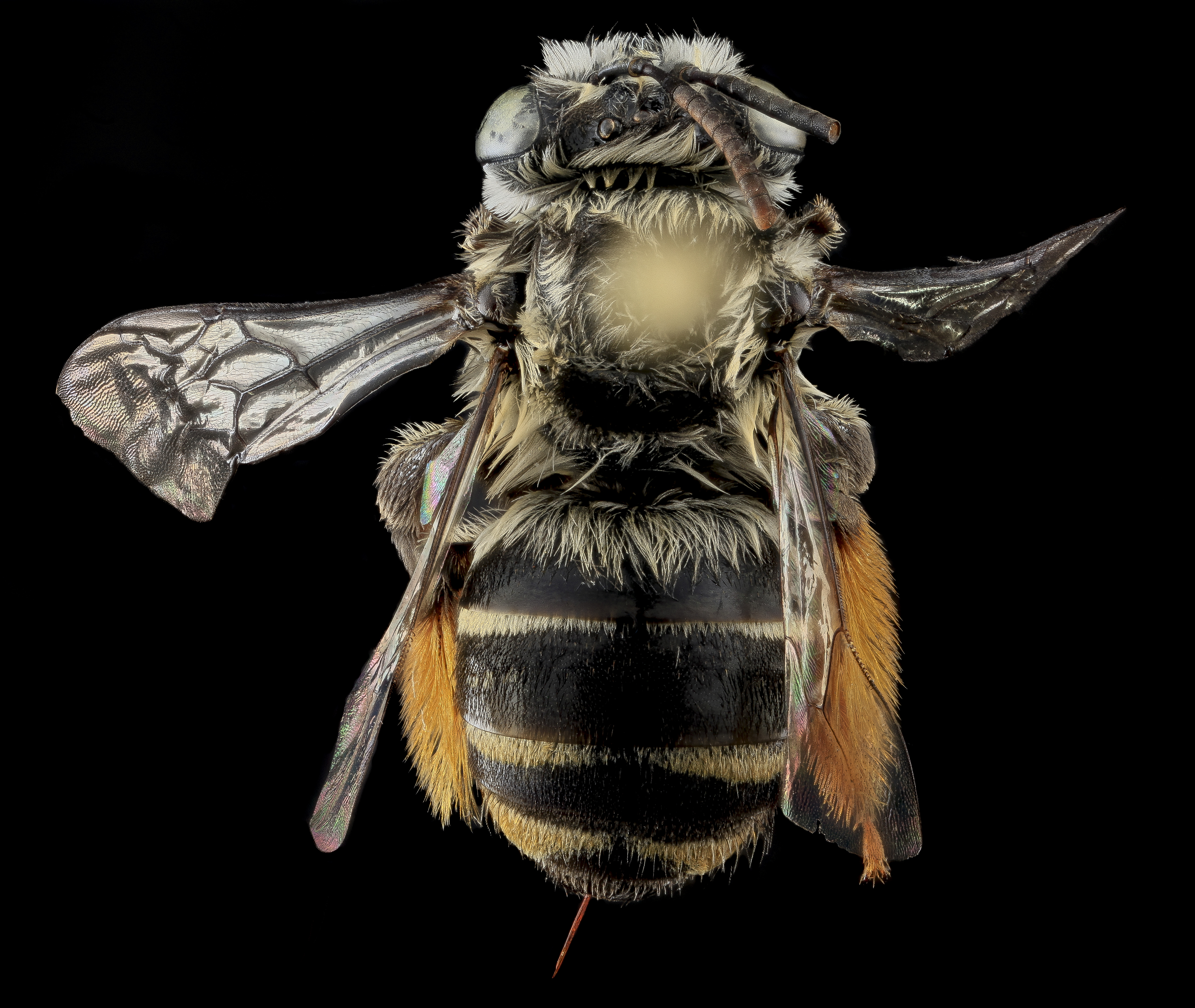
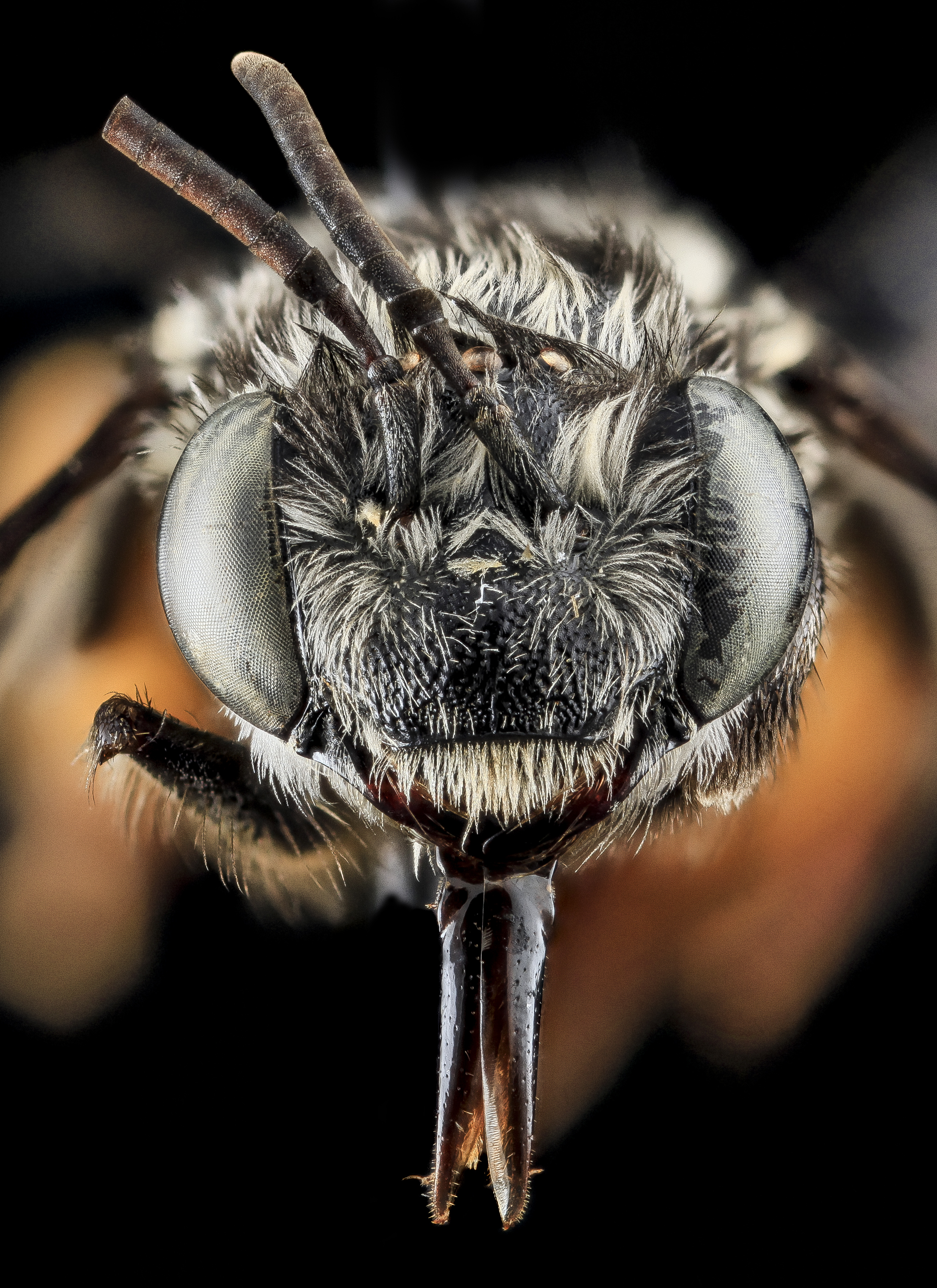
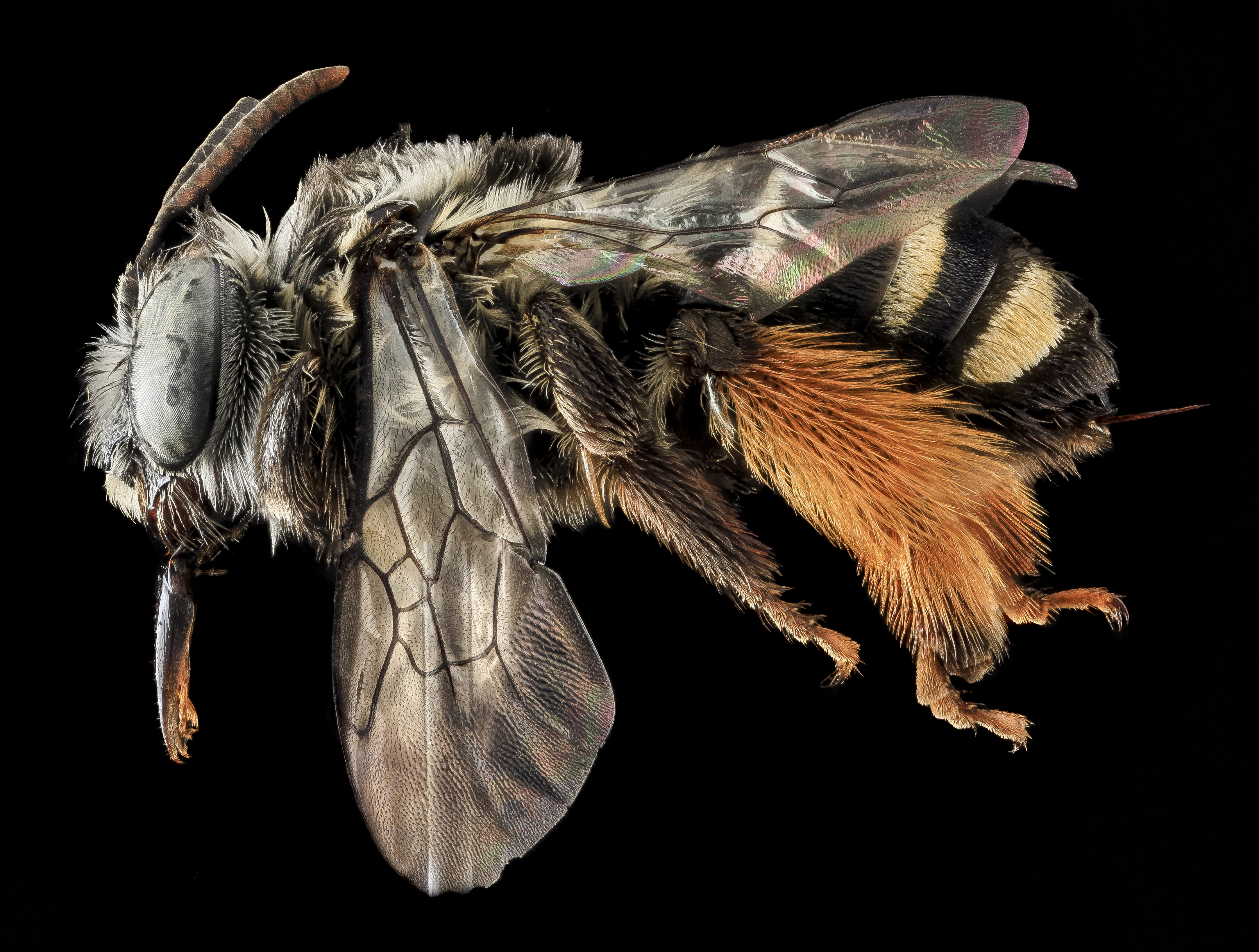